# Deceneo (sacerdote)
Deceneo (fl. I secolo a.C.) fu il sommo sacerdote dei Daci durante il regno di Burebista (70-44 a.C.) che apprezzava in particolare la sua arte degli auguri che quello aveva appreso nel suo soggiorno in Egitto .
Filosofo, astronomo e consigliere del re, vissuto nel I secolo a.C. è ricordato da Giordane, che nella sua Getica (X 67-73) lo indica anche come il legislatore e civilizzatore dei Goti intendendo dei Geti  che avrebbe istruito nelle varie discipline del sapere, della filosofia. 
Secondo altri autori in realtà Deceneo non fu l'autore di nuove leggi, chiamate Bellagini,  ma il raccoglitore della legislazione precedente. 
Strabone, nella  sua Geografia, cita Deceneo (Dékainéos) come γόητα ("mago", "incantatore"). Secondo Strabone, re Burebista incaricò Deceneo di "domare" il suo popolo.
Quando ebbe segno di obbedienza, Deceneo ordinò di eliminare tutte le loro scorte di vino.
Tale evento è riportato come la "riforma di Deceneo", nella interpretazione che diede lo storico bizantino di lingua latina del VI secolo Giordane. 
Autori rumeni successivi considerarono Deceneo come un religioso che riformò la religione dei Geti, cambiando il credo di Zalmoxis in una religione popolare con rigide regole, come la restrizione nel consumo degli alcolici. Jean Coman attribuì a questa restrizione l'origine della moderazione nella dieta prevista dalla moderna chiesa Ortodossa durante il periodo di Quaresima.